# Club Cisne de Balonmano
Club Cisne de Balonmano ist ein spanischer Handballverein aus Pontevedra. Das erste Männerteam spielte in der höchsten spanischen Liga, der Liga Asobal.
Aus Sponsoringgründen trat man 2020/21 unter dem Namen Dicsa Modular Cisne Balonmano. und 2021/22 unter dem Namen Club Cisne Colegio Los Sauces an.

## Geschichte
Der Verein Club Cisne wurde im Jahr 1964 gegründet und bot die Sportarten Leichtathletik, Basketball, Volleyball, Kanufahren und Handball an. Ab 1970 konzentrierte man sich auf den Handball. Im Jahr 1982 stieg der Verein in die División de Honor B, Spaniens zweite Liga, auf. Die Spieler waren zu dieser Zeit stets Amateure. Nach einigen Spielzeiten in der División de Honor B stieg der Verein in die Segunda División ab, nach acht Jahren in dieser Liga gelang im Jahr 2000 der Aufstieg in die Primera Nacional. Als Meister der Spielzeit 2014/15 gelang erneut der Aufstieg in die zweite spanische Liga die nun unter División de Honor Plata firmierte. In der Zweitligasaison 2019/20 gelang der Aufstieg in die Liga Asobal, aus der der Verein nach der ersten Spielzeit (2020/21) wieder abstieg. In der zweiten Liga erreichte das Team aus Galicien in der Spielzeit 2021/22 als Zweitplatziertes den sofortigen Wiederaufstieg, so dass der Verein in der Spielzeit 2022/23 wieder in der Liga Asobal antrat; nach dem 28. Spieltag stand er als erster Absteiger fest.

## Name
Der Name Cisne bedeutet auf Deutsch Schwan. Der Schwan war das Symbol der Jugendorganisation Frente de Juventudes der Falange Española Tradicionalista y de las Juntas de Ofensiva Nacional Sindicalista.

## Halle
Heimspielstätte ist der Pabellon Municipal dos Deportes.

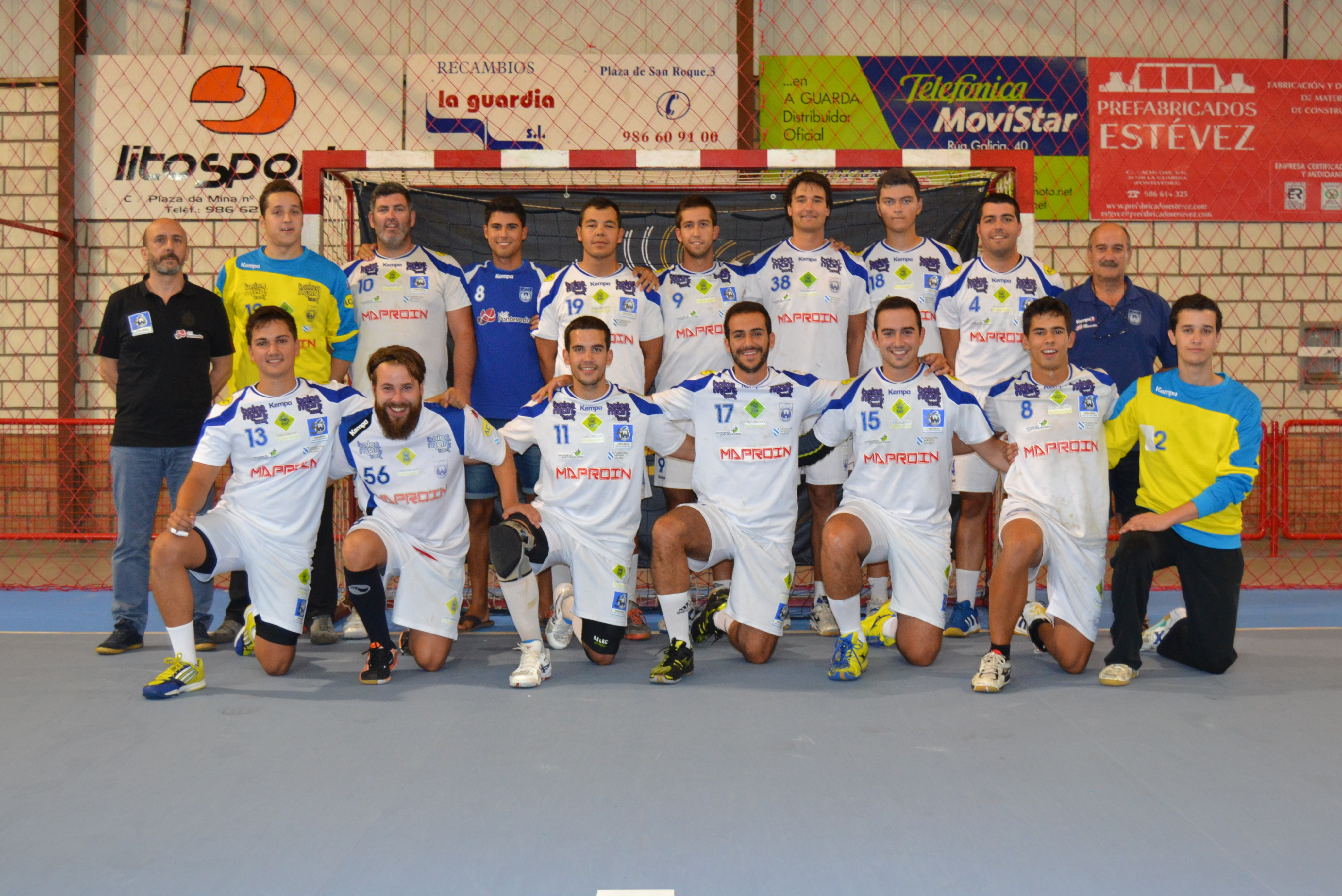
Das Team im August 2014

## Spieler
Spieler des Vereins waren bzw. sind auch Alexandre Chan, Carlos Álvarez, Gualther Furtado und Gonzalo Carró.

## Trainer
In der Saison 2022/23 ist Javier Márquez Trainer. Vorgänger war Javier Fernández.